# Genlisea glabra
Genlisea glabra este o specie de plante carnivore din genul Genlisea, familia Lentibulariaceae, ordinul Lamiales, descrisă de Peter Geoffrey Taylor. Conform Catalogue of Life specia Genlisea glabra nu are subspecii cunoscute.